# Aquarium of the Dead
Pour plus de détails, voir Fiche technique et Distribution.
Aquarium of the Dead est un film américain de science-fiction, de zombies et une comédie d'horreur, réalisé par Glenn Miller et écrit par Marc Gottlieb et Michael Varrati, sorti en 2021. Le film met en vedette Vivica A. Fox et D. C. Douglas. C’est un spin-off de la franchise Zoombies de The Asylum. Le film met en scène des animaux aquatiques ressemblant à des zombies.

## Synopsis
Des animaux marins infectés font des ravages dans un aquarium après qu’un danger les ait transformés en zombies.

## Fiche technique
- Genre : Horreur
- Interdit aux moins de 12 ans

## Distribution
- Vivica A. Fox : Eddie « Clu » Cluwirth
- Eva Ceja : Miranda Riley
- D. C. Douglas (en) : Daniel Hanley
- Erica Duke : Beth Mackenzie
- Madeleine Falk : Dr. Karen James
- Anthony Jensen : Senator Bailey Blackburn

## Production
Dans une interview avec Bloody Flicks, le scénariste Marc Gottlieb a déclaré qu’il n’était pas sur le plateau mais que tous les effets spéciaux du projet étaient des effets spéciaux numériques. Il a dit que l’écriture du scénario était différente de ses projets précédents, parce que son brouillon était basé sur un plan de Michael Varrati au lieu du sien.

## Versions
Le film est sorti en salles et en vidéo à la demande le 21 mai 2021,. Il est ensuite sorti en DVD le 21 juin 2021.

## Accueil

### Réception critique
Paul Mount de Starburst lui a donné une note de 3 sur 5 et a déclaré qu’il était « peu probable qu’il vous fasse vomir lorsque vous aurez tout digéré ».
Phil Wheat de Nerdly a déclaré : « Si vous avez aimé l’un des films de zombies zoologiques de Glenn Miller, vous appréciez aussi celui-ci. »
Paul Lê de Bloody Disgusting l’a qualifié de « fait à la hâte » en lui attribuant une note de 1,5 sur 5.
Jim McLennan deFilm Blitz lui a attribué un C en déclarant « c’est un peu décevant – même avec l’inévitable référence à Sharknado ».